# Karl Bruggmann
Karl Simon Bruggmann (* 29. Juli 1935 in Luzern; † 8. Mai 2022) war ein Schweizer Ringer.

## Leben
Karl Bruggmann absolvierte zunächst eine Lehre zum Metzger, arbeitete später bei der Luzerner Polizei und übernahm später das Depot der Brauerei Eichhof in Sarnen. Als Ringer wurde er bei den Olympischen Sommerspielen 1960 in Rom in der Klasse bis 73 kg im Freistilringen Neunter. Zudem wurde er 1956 Schweizer Meister in dieser Klasse, siegte bei den Eidgenössischen Ringertagen 1956, 1960 und 1964 und wurde ETV Meister 1956 bis 1958.
Im Turnen gewann er zwei kantonale Nationalturntage (1963 und 1964). Nach seiner aktiven Karriere engagierte sich Bruggmann als Technischer Leiter im Schwingklub Luzern.